# Lyngby Boldklub
Il Lyngby Boldklub, abbreviato in Lyngby BK e chiamato comunemente solo Lyngby, è una società calcistica con sede a Kongens Lyngby, in Danimarca. Milita nella Superligaen, la massima serie del campionato danese.
Fondato nel 1921, nella sua storia ha conquistato due campionati danesi e tre coppe nazionali.

## Storia
Il Lyngby Boldklub viene fondato nel 1921, e milita per lungo tempo nelle divisioni inferiori danesi. Nel 1970 la squadra disputa per la prima volta la finale della Coppa di Danimarca pur partecipando al campionato di terza divisione; la partita, giocata contro l'Aalborg, vede però prevalere gli avversari per 2-1.
La squadra gioca per la prima volta in massima divisione nel campionato 1980, che viene concluso appena un punto sopra la zona retrocessione; in questo periodo si mette in evidenza Klaus Berggreen, che comincia ad essere convocato nella nazionale danese. Nel 1981 il Lyngby, con in squadra giocatori come Flemming Christensen e John Helt, si classifica al secondo posto in campionato, un solo punto dietro i campioni dello Hvidovre. I danesi partecipano così per la prima volta alle competizioni europee, nella Coppa UEFA 1982-1983; vengono però eliminati nei trentaduesimi dagli svedesi dell'IK Brage. Intanto Christensen e Berggreen lasciano il club, quest'ultimo ingaggiato dal Pisa.

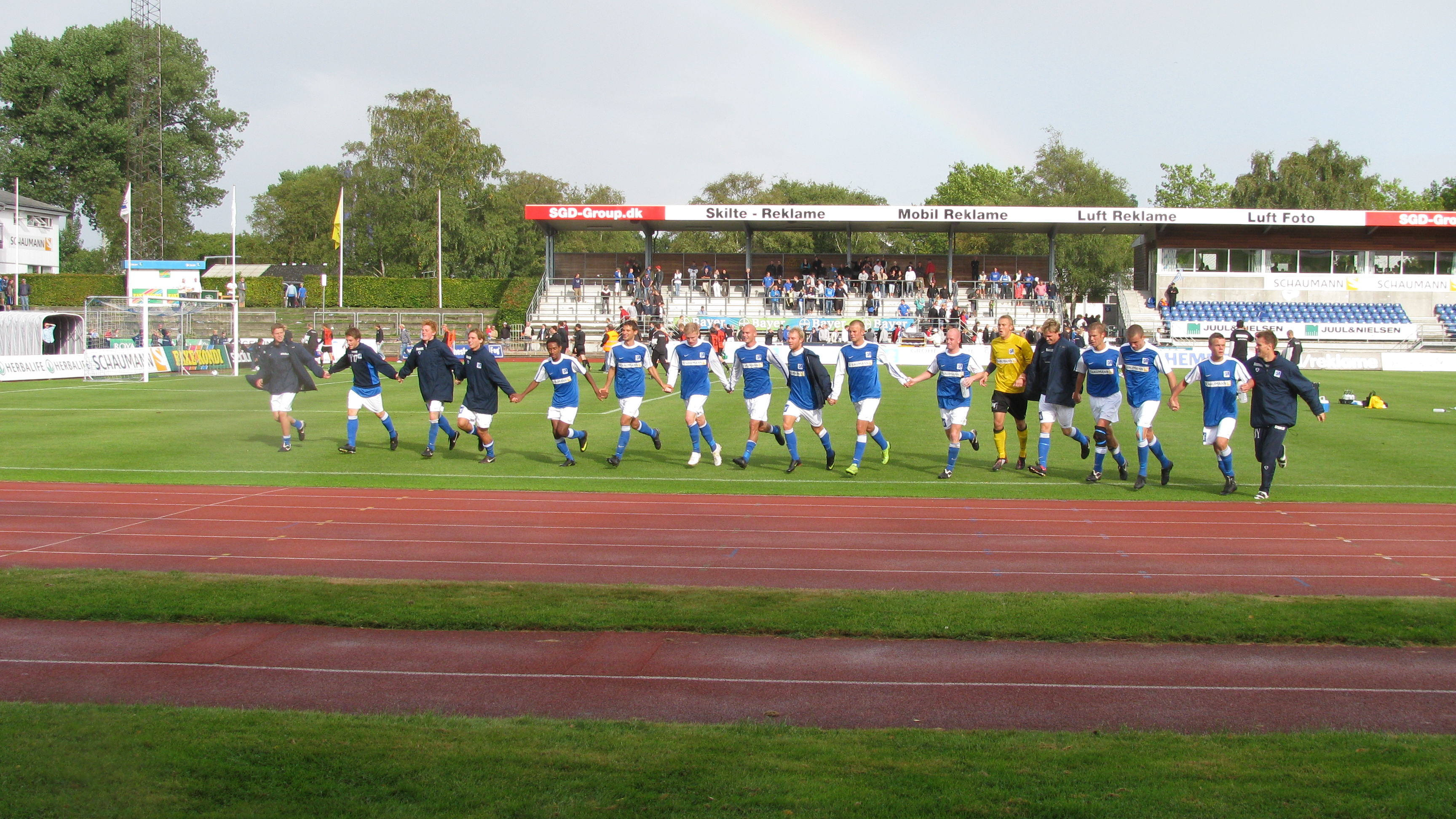
Lyngby - FC Fyn del 30 agosto 2009

Nel 1983 il Lyngby vince il primo titolo. La squadra partecipa così alla Coppa dei Campioni 1984-1985 ed elimina nel primo turno gli albanesi del Labinoti; l'avventura finisce tuttavia nei sedicesimi, dove i danesi vengono eliminati dai cecoslovacchi dello Sparta Praga. In patria però, a fine stagione arriva la prima Coppa di Danimarca, che fa partecipare la squadra alla Coppa delle Coppe 1985-1986; qui i danesi sono però eliminati nel secondo turno dalla Stella Rossa. Nel 1985 arriva poi la seconda coppa nazionale, mentre la terza è datata 1990; in mezzo a questi due trofei la squadra ottiene anche dei buoni piazzamenti in campionato e due partecipazioni ai tornei europei, nelle quali però il Lyngby non va oltre il primo turno. Nel campionato 1989 il capocannoniere è Flemming Christensen, nel frattempo tornato nel club.
Il Lyngby vince il secondo titolo al termine della Superliga 1991-1992; il torneo è articolato in due parti, e la squadra si classifica prima nel girone finale davanti al B 1903. Tra i protagonisti di quella stagione ci sono Henrik Larsen, Claus Christiansen, Torben Frank e Peter Nielsen, che in estate diventano campioni europei con la nazionale danese, e Larsen, che sarà ingaggiato nuovamente dal Pisa, è uno dei capocannonieri della manifestazione. Nella stagione successiva il Lyngby partecipa alla Champions League 1992-1993, ma viene eliminato nel primo turno dai Rangers. Nelle stagioni successive militano nel club giocatori come Niclas Jensen, Dennis Rommedahl, Claus Jensen e il capocannoniere 1996-1997 Miklos Molnar: la squadra alterna stagioni di alto livello, culminate con due brevi partecipazioni alla Coppa UEFA, ad altre meno esaltanti, terminate nella metà inferiore della classifica.
La stagione 2001-2002 è travagliata: il club fallisce a stagione in corso, ed è costretto a terminare il campionato con giocatori non professionisti. Nella stagione successiva il Lyngby riparte dalla quarta divisione, con in squadra tra gli altri Morten Nordstrand. Il Lyngby ottiene rapidamente tre promozioni, e torna a disputare la Superligaen nella stagione 2007-2008, ma è subito retrocesso. Dopo altri due anni in 1. Division la squadra è nuovamente promossa, ma retrocede nuovamente in 1. Division al termine del campionato 2011-2012. Dura solo un anno la nuova avvenuta nella seconda divisione, conclusasi con l’ennesima promozione in Superligaen. Nella stagione 2016-17 conclude con un sorprendente terzo posto in classifica, guadagnandosi un posto per le qualificazioni di UEFA Europa League 2017-2018. Nel percorso europeo elimina facilmente i gallesi del Bangor City e poi gli slovacchi dello Slovan Bratislava, ma al terzo turno vengono battuti dai russi del FC Krasnodar. Il club danese non riesce a ripetere l’impresa dell’anno precedente, concludendo all’ultimo posto in Superligaen 2017-2018 con conseguente retrocessione in 1. Division.

## Palmarès

### Competizioni nazionali
- Campionato danese: 2

1983, 1991-1992
- Coppa di Danimarca: 3

1983-1984, 1984-1985, 1989-1990
- 1. Division: 2

2006-2007, 2015-2016

### Competizioni internazionali
- Coppa Intertoto: 3

1982, 1986, 1992

### Competizioni giovanili
- Milk Cup: 1

2005 (Under-14)

### Altri piazzamenti
- Campionato danese:

Secondo posto: 1981, 1991
Terzo posto: 1984, 1985, 1988, 1989, 2016-2017
- Coppa di Danimarca:

Finalista: 1970, 1980
Semifinalista: 2006-2007

## Statistiche e record

### Statistiche nelle competizioni UEFA
Tabella aggiornata alla fine della stagione 2017-2018.
| Competizione                  | Partecipazioni | G  | V | N | P | RF | RS |
| ----------------------------- | -------------- | -- | - | - | - | -- | -- |
| UEFA Champions League         | 2              | 6  | 2 | 1 | 3 | 7  | 4  |
| Coppa delle Coppe             | 2              | 6  | 2 | 2 | 2 | 7  | 8  |
| Coppa UEFA/UEFA Europa League | 5              | 18 | 6 | 3 | 9 | 24 | 25 |

## Organico

### Rosa 2023-2024
Aggiornata al 2 febbraio 2024.
| N. |                        | Ruolo | Calciatore       |
| -- | ---------------------- | ----- | ---------------- |
| 1  | Danimarca (bandiera)   | D     | Mads Kikkenborg  |
| 3  | Danimarca (bandiera)   | D     | Brian Hamalainen |
| 5  | Spagna (bandiera)      | D     | Marc Muniesa     |
| 5  | Belgio (bandiera)      | D     | Lucas Lissens    |
| 6  | Danimarca (bandiera)   | D     | Andreas Bjelland |
| 7  | Ghana (bandiera)       | D     | Willy Kumado     |
| 8  | Burundi (bandiera)     | C     | Parfait Bizoza   |
| 10 | Danimarca (bandiera)   | C     | Rezan Corlu      |
| 12 | Danimarca (bandiera)   | D     | Magnus Jensen    |
| 13 | Danimarca (bandiera)   | C     | Casper Winther   |
| 14 | Danimarca (bandiera)   | C     | Lauge Sandgrav   |
| 15 | Danimarca (bandiera)   | A     | Michael Opoku    |
| 16 | Danimarca (bandiera)   | D     | Johan Meyer      |
| 17 | Stati Uniti (bandiera) | C     | Jonathan Amon    |

| N. |                      | Ruolo | Calciatore                |
| -- | -------------------- | ----- | ------------------------- |
| 18 | Islanda (bandiera)   | D     | Gylfi Sigurðsson          |
| 19 | Danimarca (bandiera) | C     | Sanders Ngabo             |
| 20 | Islanda (bandiera)   | D     | Kolbeinn Finnsson         |
| 21 | Islanda (bandiera)   | A     | Sævar Atli Magnússon      |
| 22 | Islanda (bandiera)   | A     | Andri Guðjohnsen          |
| 23 | Danimarca (bandiera) | D     | Pascal Gregor             |
| 24 | Danimarca (bandiera) | D     | Tobias Storm              |
| 25 | Danimarca (bandiera) | D     | Gustav Mortensen          |
| 26 | Danimarca (bandiera) | A     | Frederik Gytkjær          |
| 30 | Danimarca (bandiera) | C     | Marcel Rømer              |
| 32 | Danimarca (bandiera) | P     | Jannich Storch            |
| 42 | Danimarca (bandiera) | C     | Tochi Chukwuani           |
|    | Danimarca (bandiera) | A     | Nikolai Baden Frederiksen |
|    | Svezia (bandiera)    | A     | Magnus Warming            |